# Одеська футбольна ліга
Одеська футбольна ліга (рос. Одесская футбольная лига) — організація, яка займалася проведенням офіційних футбольних турнірів в Одесі з 1911 до 1919 року.
Разом з Московською футбольною лігою, Санкт-Петербурзькою футбол-лігою, Київською футбольною лігою, Харківською футбольною лігою, Санкт-Петербурзькою студентською футбольною лігою, Миколаївським спортивним клубом, Севастопольським гуртком любителів спорту та Тверським гуртком велосипедистів, ковзанярів та любителів спортивних ігор стала членом (19) січня 1912 року Всеросійського футбольного союзу — найвищого футбольного органу Російської імперії. Днем народження організованого одеського футболу прийнято вважати 12 (25) квітня 1912 року, коли Всеросійська футбольна спілка офіційно зареєструвала створену в Одесі футбольну лігу.

## Історія та результати турнірів
Восени 1910 року «Шереметьєвський гурток» з ініціативи свого члена Олександра Габрієлевича Лівшиця зробив першу спробу організувати в Одесі футбольну лігу. Він зібрав нараду з представників найсильніших одеських клубів (ОБАК, СК та ОКФ), які вирішили організувати правильні (за правилами) змагання навесні 1911 року.
Вдруге представники клубів зібралися у лютому 1911 року, обрали головою тимчасового комітету редактора журналу «Спортивне життя» Юліуса Емброса, а секретарем — Олександра Лівшиця. Велику допомогу першому чемпіонату надав майбутній голова Одеської колегії футбольних арбітрів Джон Герд, завдяки порадам якого сезон пройшов гладко.
Восени 1911 року збори представників клубів прийшли до думки, що далі тимчасовим комітетом вести справи неможливо через багатолюдність нарад (від кожного клубу на них приходило по 5-6 осіб), й обрало постійний комітет у складі: голова — Ернест Вільямович Джекобс, товариш голови — Джон Джеймсович Герд, секретар-скарбник — Павло Антонович Патрон, члени — Андерсен та Федір Стефан, кандидати — Альберт Гельєр та Олександр Лівшиць.
У 1913 році з кращих гравців ліги сформували збірну міста, яка стала переможцем всеросійського чемпіонату, проте офіційно переможця не затвердили, оскільки чемпіонат через численні порушення вирішили вважати нерозіграним.

### Сезон 1911 (весна)

#### Перший офіційний чемпіонат міста
Перший офіційний чемпіонат міста провела редакція одеського журналу «Спортивне життя» навесні 1911 року.
Офіційну історію чемпіонатів відкрив матч між «Шереметьєвським гуртком спорту» та ОКФ, який відбувся 20 лютого (за новим стилем — 5 березня) 1911 року о 12:00 на стадіоні шереметьївців. Гра завершилася великою перемогою господарів поля (3:0). Того ж дня ОБАК на своєму полі з рахунком 3:1 обіграв «Спортінг-Клуб».
Для переможця за першою категорією редакція «Спортивного життя» заснувала перехідний кубок, який завоювали футболісти Одеського британського атлетичного клубу (ОБАК). У їх складі першими чемпіонами міста стали воротар Робсон, польові гравці Альберт Гельєр, Джеймс Герд, Оуен, Карр, Маркузі, Перкінс, Блюм, Гретвуд, Ернест Джекобс, Ферт, Джонас, Казимир Пйотровський та капітан (він же — тренер-гравець) Джеймс Мартін.
«Спортінг-клуб», який посів друге місце, заявився до участі в чемпіонаті під назвою «Стад д'Одеса» і був сформований з гравців команд «Індо» (Індо-Європейський телеграф), студентської збірної та команди Григорія Богемського, який очолив «Спортінг-Клуб» як капітан.
Команда «Вікторія» провела два матчі, після чого знялась із розіграшу.
Найкращим бомбардиром чемпіонату можна сміливо вважати англійця Ернеста Джекобса, який забивав у переважній більшості матчів своєї команди. На жаль, точну кількість забитих м'ячів встановити неможливо у зв'язку з відсутністю повноцінної статистики. Так само як і підсумкові показники різниці забитих та пропущених м'ячів усіх команд. Вони у таблиці наведені з невеликою можливістю похибки.
|   |                                 | 1   | 2   | 3   | 4   | Іг | В | Н | П | М'ячі | О  |
| - | ------------------------------- | --- | --- | --- | --- | -- | - | - | - | ----- | -- |
| 1 | ОБАК                            |     | 3:1 | 1:2 | 3:0 | 6  | 5 | 0 | 1 | 13:3  | 10 |
| 2 | «Спортінг-Клуб»                 | 0:6 |     | 3:0 |     | 6  | 4 | 0 | 2 | 4:9   | 8  |
| 3 | «Шереметьєвський гурток спорту» |     |     |     | 3:0 | 6  | 3 | 0 | 3 | 6:4   | 6  |
| 4 | ОКФ                             |     |     | 0:1 |     | 6  | 0 | 0 | 6 | 0:7   | 0  |

### Сезон 1911/12

#### 1 категорія
Починаючи з осені 1911 року, всі наступні чемпіонати міста проходили за формулою «осінь-весна» — у два півсезони — з перервою на зимовий час. І саме з сезону 1911/12 організацією міської першості зайнялася Одеська футбольна ліга (голова — Ернест Джекобс). Секретаріат ліги заснував декілька призів для переможців та призерів. Переможцю першої категорії почали присуджувати Кубок Ернеста Джекобса, команді, яка посіла друге місце — срібний щит А. А. Боханова, переможцям другої категорії — Кубок Джона Герда, переможцям третьої — Кубок К. Ю. Окша-Оржеховського. Усі ці раритетні трофеї назавжди залишилися частиною історії. Ніхто не знає, як склалася їхня доля.
Найкращим бомбардиром першості за першою категорією став Григорій Богемський, результативність якого помітили навіть у Москві.
|   |                               | 1   | 2   | 3   | 4   | 5   | 6   | 7   | 8   | Іг | В  | Н | П  | М'ячі | О  |
| - | ----------------------------- | --- | --- | --- | --- | --- | --- | --- | --- | -- | -- | - | -- | ----- | -- |
| 1 | ОБАК                          |     | 0:4 | 2:0 | 1:0 | 3:0 | 4:1 | 1:0 | 8:0 | 14 | 10 | 2 | 2  | 39:12 | 22 |
| 2 | «Спортінг-Клуб»               | 1:1 |     | 1:1 | 1:0 | 1:2 | 3:2 | 0:0 | 2:0 | 14 | 9  | 4 | 1  | 35:8  | 22 |
| 3 | Шереметьєвський гурток спорту | 3:1 | 1:1 |     | 5:0 | 3:0 | 3:1 | 4:0 | 3:0 | 14 | 7  | 3 | 4  | 30:11 | 17 |
| 4 | ОКФ                           | 1:3 | 0:1 | 2:1 |     | 1:0 | 2:1 | 2:1 | 1:0 | 14 | 8  | 1 | 5  | 21:17 | 17 |
| 5 | «Вега»                        | 0:1 | 0:4 | 1:0 | 0:3 |     | 1:0 | 2:1 | 1:0 | 14 | 7  | 1 | 6  | 15:19 | 15 |
| 6 | «Спортінг-II»                 | 1:9 | 1:6 | 1:0 | 0:3 | 0:1 |     | 2:0 | 1:0 | 14 | 4  | 1 | 9  | 12:33 | 9  |
| 7 | «Турн-ферейн»                 | 1:1 | 0:3 | 1:1 | 3:3 | 1:3 | 0:1 |     | 1:0 | 14 | 1  | 6 | 7  | 9:22  | 8  |
| 8 | «Індо»                        | 0:4 | 0:7 | 0:5 | 0:3 | 1:2 | 0:0 | 0:0 |     | 14 | 0  | 2 | 12 | 1:40  | 2  |

#### Додаткові матчі за 1-ше місце
- 8 квітня 1912. «Спортінг-Клуб» — ОБАК — 0:0
- 15 квітня 1912. ОБАК — «Спортінг-Клуб» — 2:1

### Сезон 1912/13

#### 1 категорія
Знаковий чемпіонат, під час якого у грудні 1912 року Одеська футбольна ліга вступила до Всеросійського футбольного союзу, а за його підсумками влітку 1913 року з найкращих гравців клубів ОФЛ сформована легендарна збірна Одеси, яка виграла чемпіонат Російської імперії (на жаль, анульований). Головним же результатом першості став тріумф «Шереметьєвського гуртка спорту», став першим клубом, складеним із гравців-одеситів, який виграв чемпіонат міста.
Чемпіонами міста у складі «Шереметьєвського гуртка спорту» стали Васильєв, Тихонюк, Віктор Болгаров, Барський, Гізер, Гаврилов, Фаленський, Яворський, Прокопов, Чорба та найкращий бомбардир чемпіонату Олександр Злочевський, який забив 41 м'яч.
|   |                                 | 1   | 2   | 3   | 4   | 5    | 6   | 7   | 8   | Іг | В  | Н | П  | М'ячі | О  |
| - | ------------------------------- | --- | --- | --- | --- | ---- | --- | --- | --- | -- | -- | - | -- | ----- | -- |
| 1 | «Шереметьєвський гурток спорту» |     | 0:0 | 1:0 | 4:0 | 4:0  | 1:0 | 2:1 | +:- | 14 | 12 | 2 | 0  | 49:5  | 26 |
| 2 | ОБАК                            | 1:1 |     | 1:0 | 5:1 | 10:1 | 1:0 | 0:0 | 5:0 | 14 | 10 | 3 | 1  | 42:8  | 23 |
| 3 | «Спортінг-Клуб»                 | 2:5 | 2:3 |     | 4:0 | 4:1  | 2:1 | 1:0 | +:- | 14 | 10 | 0 | 4  | 31:14 | 20 |
| 4 | «Флорида»                       | 1:6 | 0:1 | 1:3 |     | 1:0  | 2:1 | 1:0 | 7:0 | 14 | 7  | 0 | 7  | 19:29 | 14 |
| 5 | «Вега»                          | 0:4 | 3:2 | 1:2 | 4:3 |      | 0:0 | 2:1 | +:- | 14 | 6  | 1 | 7  | 17:34 | 13 |
| 6 | ОКФ                             | 0:7 | 0:5 | -:+ | 1:2 | 1:0  |     | 1:0 | 1:0 | 14 | 5  | 1 | 8  | 9:21  | 11 |
| 7 | «Індо»                          | 0:7 | 0:3 | 0:8 | -:+ | 2:4  | 1:2 |     | 2:0 | 14 | 2  | 1 | 11 | 10:33 | 5  |
| 8 | «Турн-ферейн»                   | 0:7 | 0:5 | 0:3 | -:+ | 0:1  | 0:1 | 2:3 |     | 14 | 0  | 0 | 14 | 2:35  | 0  |

### Сезон 1913/14

#### 1 категорія
«Спортінг-Клуб» ледь не встановив рекорд ОФЛ, упустив першості з 2-ї та 3-ї категорій лише у фінальному турі. Непростим для «Спортінг-Клубу» вийшов і фініш чемпіонату міста за першою категорією: поразка 0:2 у передостанньому матчі від ОБАК позбавила лідера права на помилку, однак у заключній грі все обійшлося — з рахунком 5:1 обіграний «Турн-Ферейн», що принесло команді Григорія Богемського довгоочікуваний чемпіонський титул.
Чемпіонами міста у складі «Спортінг-клубу» стали Сергій Погорєлкін, Олег Данилов, Ангерт, Іванов, Касабудський, Геслер, Юлій Дихно, Вітіс, Богемський, Соболевський, Борицький, Антон Мотекайтес, Михайло Вербицький.
Слід наголосити на неприємному факті здачі турнірних позицій Британського клубу. Лише часом команда Ернеста Джекобса демонструвала звичний рівень гри, а в половині матчів виглядала своєю блідою тінню. Як показали майбутні чемпіонати, це було початком кінця історії першого чемпіона Одеси.
|   |                                 | 1   | 2   | 3   | 4   | 5   | 6   | 7   | 8   | Іг | В  | Н | П  | М'ячі | О  |
| - | ------------------------------- | --- | --- | --- | --- | --- | --- | --- | --- | -- | -- | - | -- | ----- | -- |
| 1 | «Спортінг-Клуб»                 |     | 2:1 | 0:0 | 4:2 | 1:0 | 6:0 | 6:0 | 5:1 | 14 | 12 | 1 | 1  | 38:8  | 25 |
| 2 | «Шереметьєвський гурток спорту» | 0:1 |     | 2:0 | 1:0 | 3:1 | 3:0 | 8:0 | 2:0 | 14 | 12 | 0 | 2  | 37:6  | 24 |
| 3 | «Вега»                          | 0:3 | -:+ |     | 1:4 | 2:2 | 3:1 | 1:0 | 2:1 | 14 | 7  | 3 | 4  | 25:16 | 17 |
| 4 | ОБАК                            | 2:0 | 1:4 | 2:4 |     | 5:0 | 3:0 | 1:0 | 2:2 | 14 | 7  | 1 | 6  | 28:23 | 15 |
| 5 | «Індо»                          | 0:3 | 1:3 | 0:3 | 3:0 |     | 1:0 | 3:1 | 1:0 | 14 | 6  | 2 | 6  | 17:21 | 14 |
| 6 | ОКФ                             | 0:1 | 0:3 | 0:4 | 3:0 | 0:1 |     | 1:0 | 1:0 | 14 | 3  | 0 | 11 | 7:28  | 6  |
| 7 | «Флорида»                       | 2:4 | 0:5 | 1:1 | 1:2 | 0:0 | 2:1 |     | 0:1 | 14 | 2  | 2 | 10 | 8:34  | 6  |
| 8 | «Турн-ферейн»                   | 0:2 | 0:2 | 0:4 | 0:4 | 0:4 | 1:0 | 0:1 |     | 14 | 2  | 1 | 11 | 6:30  | 5  |

### Сезон 1914/15

#### 1 категорія
«Шереметьєвці» повернули чемпіонський титул, незважаючи на те, що в ході осіннього півсезону найбільші симпатії у фахівців викликала гра «Спортінг-Клубу», лінія нападу якого на той момент вважалася найкращою в місті.
Чемпіонат проходив у суворих умовах війни, через яку більшість клубів ліги були ослаблені кадровими втратами футболістів, якы пішли на фронт.
|   |                                 | 1   | 2   | 3   | 4   | 5   | 6   | 7   | 8    | 9   | Іг | В  | Н | П  | М'ячі | О  |
| - | ------------------------------- | --- | --- | --- | --- | --- | --- | --- | ---- | --- | -- | -- | - | -- | ----- | -- |
| 1 | «Шереметьєвський гурток спорту» |     | 1:0 | 2:0 |     |     | 6:0 | 5:0 | 9:1  | 7:0 | 16 | 15 | 1 | 0  |       | 31 |
| 2 | «Вега»                          | 0:0 |     | 4:1 | 5:0 | 7:0 | 3:1 | 7:0 | 4:0  |     | 16 | 11 | 2 | 3  |       | 24 |
| 3 | «Спортінг-Клуб»                 |     |     |     | 3:1 | 6:0 | 3:0 | 4:0 | 12:0 | 6:0 | 16 | 12 | 0 | 4  |       | 24 |
| 4 | «Індо»                          |     |     | 0:4 |     |     | 1:2 |     |      |     | 16 | 8  | 2 | 6  |       | 18 |
| 5 | «Уніон»                         |     | 3:0 |     | +:- |     |     |     |      |     | 16 | 8  | 1 | 7  |       | 17 |
| 6 | ОБАК                            | 1:3 | 1:1 |     |     |     |     | 0:1 |      | 5:0 | 16 | 7  | 2 | 7  |       | 16 |
| 7 | «Флорида»                       |     |     |     | 0:1 | 2:0 |     |     | +:-  | 4:0 | 16 | 4  | 1 | 11 |       | 9  |
| 8 | ОКФ                             |     |     |     | +:- |     |     |     |      | 3:0 | 16 | 2  | 1 | 13 |       | 5  |
| 9 | «Грецький кружок спорту»        | -:+ |     |     |     |     | 0:6 |     |      |     | 16 | 0  | 0 | 16 |       | 0  |

### Сезон 1915/16

#### 1 категорія
Як і «шереметьївці», «Спортінг-Клуб» повернув собі чемпіонський титул за рік.
Сам чемпіонат через війну значно втратив у кількісному складі, втративши декілька команд. Це серйозно позначилося на якості футболу та стані інших команд, до яких належать й визнані гранди.
Головним розчаруванням сезону став «Шереметьєвський гурток спорту», який замкнув підсумкову турнірну таблицю першій категорії.
|   |                                 | 1   | 2   | 3   | 4   | 5   | 6   | Іг | В | Н | П | М'ячі | О  |
| - | ------------------------------- | --- | --- | --- | --- | --- | --- | -- | - | - | - | ----- | -- |
| 1 | «Спортінг-Клуб»                 |     | 3:0 | 4:1 | 2:0 | 3:0 | 3:2 | 10 | 8 | 2 | 0 | 26:5  | 18 |
| 2 | «Вега»                          | 0:0 |     | 1:0 | 3:1 | 7:0 | 6:0 | 10 | 5 | 3 | 2 | 19:6  | 13 |
| 3 | «Флорида»                       | 0:1 | 1:1 |     | 3:3 | 2:0 | 2:1 | 10 | 3 | 3 | 4 | 11:15 | 9  |
| 4 | ОБАК                            | 1:8 | 0:1 | 0:2 |     | 2:0 | 1:0 | 10 | 3 | 1 | 6 | 16:20 | 7  |
| 5 | ОКФ                             | 1:1 | 0:0 | 0:0 | 0:8 |     | 2:1 | 10 | 2 | 3 | 5 | 7:25  | 7  |
| 6 | «Шереметьєвський гурток спорту» | 0:1 | 1:0 | 4:0 | 1:0 | 1:4 |     | 10 | 3 | 0 | 7 | 11:19 | 6  |

### Сезон 1916/17

#### 1 категорія
Вперше чемпіонат міста виграв клуб Джона Герда — ОКФ
«Вега» третій рік поспіль виграла Щит А. А. Боханова, а по 3-й категорії виграла першість і здобула Кубок Окша-Оржеховського у власність.
Чемпіонат Одеси майже не висвітлювався у пресі 1916-17 років і відновити повноцінну турнірну таблицю неможливо. Завдяки «Віснику Петроградської Футбольної Ліги», на сторінках якого час від часу з'являлися повідомлення з Одеси в рубриці «Провінційна хроніка», вдалося відтворити лише підсумкову класифікацію за всіма трьома категоріями з підсумковими показниками набраних очок.
|   |                                 | 1   | 2 | 3   | 4   | 5   | 6   | Іг | В | Н | П  | М'ячі | О  |
| - | ------------------------------- | --- | - | --- | --- | --- | --- | -- | - | - | -- | ----- | -- |
| 1 | ОКФ                             |     |   |     | 3:0 |     |     | 10 |   |   |    |       | 16 |
| 2 | «Вега»                          |     |   |     |     | +:- | 3:1 | 10 |   |   |    |       | 12 |
| 3 | ОБАК                            | 1:7 |   |     |     |     |     | 10 |   |   |    |       | 8  |
| 4 | «Флорида»                       |     |   |     |     |     |     | 10 |   |   |    |       | 4  |
| 5 | «Спортінг-Клуб»                 |     |   | 5:4 |     |     |     | 10 | 1 | 0 | 9  |       | 2  |
| 6 | «Шереметьєвський гурток спорту» |     |   |     | 0:2 |     |     | 10 | 0 | 0 | 10 |       | 0  |

### Сезон 1917/18

#### 1 категорія
Чемпіонат сезону 1917/18 незавершений. Було зіграно чотири із шести запланованих матчів осіннього півсезону. Зустріч між ОКФ та «Флоридою» була перервана через конфлікт між гравцями ОКФ та суддею, а вирішальний матч між ЄСК (єврейський спортивний клуб) «Маккабі» і тим самим ОКФ не відбувся через відмову ОКФ проводити зустріч без лігового арбітра, який не прибув на гру. Ніяких рішень щодо зірваних поєдинків прийнято не було, оскільки події відбувалися у революційному жовтні, а в комітеті Ліги залишилося лише три її діючих члена. Догравання та друге коло навесні 1918 року не проводилися через Громадянську війну.
У таблиці наводиться становище команд за підсумками всіх чотирьох зіграних матчів.
|   |               | 1 | 2   | 3 | 4   | Іг | В | Н | П | М'ячі | О |
| - | ------------- | - | --- | - | --- | -- | - | - | - | ----- | - |
| 1 | ЄСК «Маккабі» |   | 0:0 |   | 6:0 | 2  | 1 | 1 | 0 | 6:0   | 3 |
| 2 | «Вега»        |   |     |   | 4:0 | 3  | 1 | 1 | 1 | 5:3   | 3 |
| 3 | ОКФ           |   | 3:1 |   |     | 1  | 1 | 0 | 0 | 3:1   | 2 |
| 4 | «Флорида»     |   |     |   |     | 2  | 0 | 0 | 2 | 0:10  | 1 |

### Сезон 1918/19

#### 1 категорія
Історія не зберегла жодних свідчень щодо чемпіонату 1918/19. Зважаючи на те, що єдина гордість спортивної Одеси — Футбольна Ліга — збиралася припинити свою діяльність ще у лютому 1918 року, можна вважати подвигом збереження чемпіонату у будь-якому його форматі. До нас дійшла лише безцінна інформація про переможця першості, якою стала «Вега». Чемпіонська ера цієї команди розпочалася на стику епох: символічно, що саме футбольний клуб, чиїм відмінним знаком була червона зірка, став першим чемпіоном радянської Одеси.

### Володарі трофеїв ОФЛ

#### Володарі Кубку «Спортивного життя»
| 1911 | «Одеський британський атлетичний клуб» |

#### Володарі Кубку Ернеста Джекобса
| 1911/12 | «Одеський британський атлетичний клуб» |
| 1912/13 | «Шереметьєвський гурток спорту»        |
| 1913/14 | «Спортінг-Клуб»                        |
| 1914/15 | «Шереметьєвський гурток спорту»        |
| 1915/16 | «Спортінг-Клуб»                        |
| 1916/17 | «Одеський кружок футболу»              |
| 1917/18 | Єврейський спортивний клуб «Маккабі»   |
| 1918/19 | «Вега»                                 |

#### Володарі Щита А.А.Боханова
| 1911/12 | «Спортінг-Клуб»                        |
| 1912/13 | «Одеський британський атлетичний клуб» |
| 1913/14 | «Шереметьєвський гурток спорту»        |
| 1914/15 | «Вега»                                 |
| 1915/16 | «Вега»                                 |
| 1916/17 | «Вега»                                 |
| 1917/18 | «Вега»                                 |
| 1918/19 |                                        |

#### Володарі кубка Джона Герда
| 1911/12 | «Шереметьєвський гурток спорту» |
| 1912/13 | «Шереметьєвський гурток спорту» |
| 1913/14 | «Одеський кружок футболу»       |
| 1914/15 | «Спортінг-Клуб»                 |
| 1915/16 | «Флорида»                       |
| 1916/17 | «Одеський кружок футболу»       |
| 1917/18 | «Вега»                          |
| 1918/19 |                                 |

#### Володарі Кубка К.Ю.Окша-Оржеховського
| 1911/12 | «Стелла»  |
| 1912/13 | «Вега»    |
| 1913/14 | «Флорида» |
| 1914/15 | «Вега»    |
| 1915/16 | «Вега»    |
| 1916/17 | «Вега»    |
| 1917/18 | «Вега»    |
| 1918/19 |           |